# Ghiacciaio roccioso

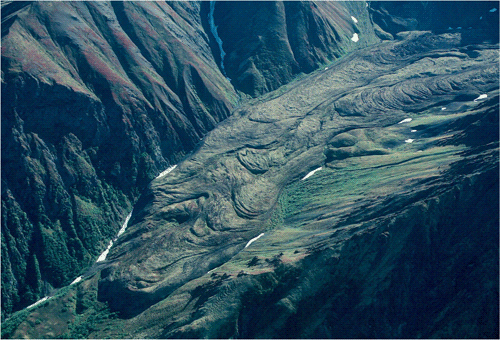
Ghiacciaio roccioso con lingue di scorrimento multiple, Monti Chugach, Alaska.

I ghiacciai rocciosi o ghiacciai di pietra (o rockglaciers o rock glaciers) sono particolari forme geomorfologiche di suolo costituiti perlopiù da detriti spigolosi di roccia gelati nel ghiaccio interstiziale che possono estendersi al di fuori e giù lungo il pendio dai coni della falda detritica o dai ghiacciai o dalle loro morene terminali.

## Descrizione
Ad eccezione di quelli con nucleo di ghiaccio creati dai detriti, i ghiacciai rocciosi sono un processo periglaciale, e quindi non-glaciale, associato ai climi freddi, particolarmente ai vari aspetti del suolo gelato. Si muovono giù lungo il declivio per la deformazione del ghiaccio contenuto in essi, facendo sì che la loro superficie assomigli a quella dei ghiacciai. Alcuni ghiacciai rocciosi possono raggiungere lunghezze di 3 km e avere argini terminali alti 60 m. I blocchi in superficie possono arrivare fino a 8 m di diametro.

Le caratteristiche del flusso sulla superficie dei ghiacciai rocciosi possono svilupparsi da:
- Deformazione del nucleo di ghiaccio.
- Movimento della copertura dei detriti lungo l'interfaccia detriti/ghiaccio.
- Deformazione prodotta da un periodo di avanzamento glaciale.
- Mutamenti nell'equilibrio idrologico.

La loro crescita e formazione è soggetta ad alcune discussioni, dalle quali emergono tre teorie predominanti:
- Un'origine dal permafrost, la quale implica che le caratteristiche siano correlate all'azione del permafrost piuttosto che all'azione del ghiacciaio;
- Una origine dovuta a una massa rovinosa o a frana la quale non richiede la presenza di ghiaccio e suggerisce un'origine catastrofica improvvisa con un piccolo movimento successivo.

I ghiacciai rocciosi possono muoversi o strisciare a una velocità davvero molto lenta in parte dipendente dalla quantità di ghiaccio presente.
Una classificazione dei ghiacciai rocciosi viene fatta in base alla loro attività:
- attivi, con presenza di ghiaccio, movimento e assenza di vegetazione;
- inattivi, caratterizzati dall'assenza di movimento benché contengano ancora ghiaccio e siano colonizzabili da vegetazione;
- fossili: privi ormai della presenza del ghiaccio e colonizzabili da vegetazione.[1]

Caratteristiche corrispondenti a potenziali ghiacciai rocciosi sulla superficie di Marte sono state identificate dalla sonda spaziale Mars Orbiter.